# ویلیام لین کریگ
ویلیام لین کریگ (به انگلیسی: William Lane Craig؛ زادهٔ ۲۳ اوت ۱۹۴۹) فیلسوف تحلیلی، متکلم مسیحی، نویسنده و الهی‌دان آمریکایی است که از دیدگاه مولینیسم و نئوآپولیناریسم حمایت می‌کند. او در حال حاضر استاد فلسفه در دانشگاه بپتیست هیوستون و استاد پژوهش فلسفه در دانشکده الهیات تالبوت دانشگاه بایولا است. کریگ برهان کیهانی‌شناختی کلام برای وجود خدا را به‌روز کرده و از آن دفاع کرده‌است. او همچنین آثاری منتشر کرده‌است که در آن به نفع قابل‌قبول بودن تاریخی رستاخیز مسیح استدلال می‌کند. مطالعه او دربارهٔ واجب‌الوجود و افلاطون‌گرایی با کتاب خدا بر همه چیز به اوج خود رسید.

## جوانی و تحصیل

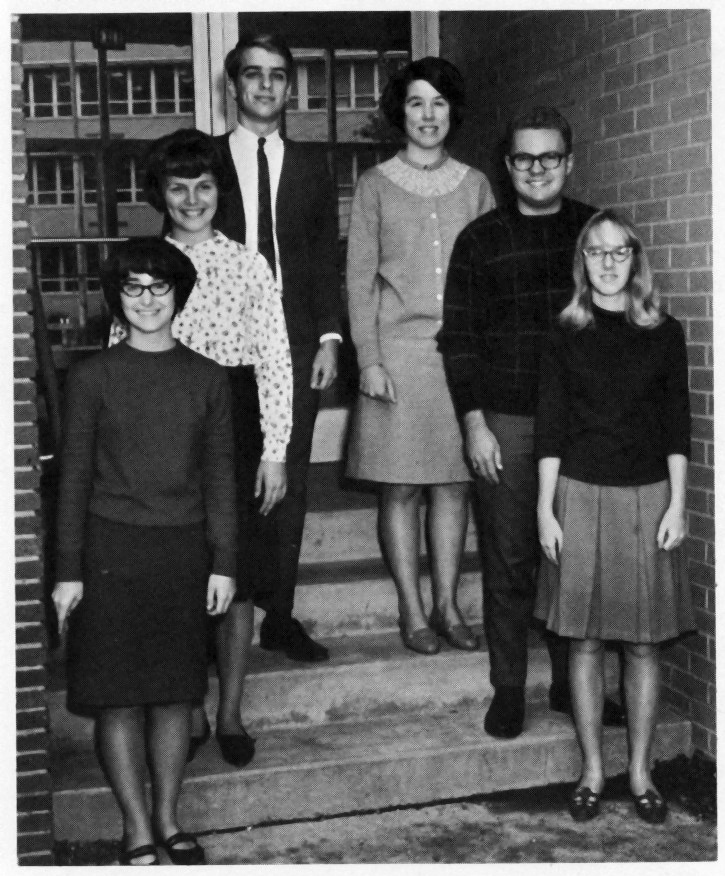
کریگ با دیگر اعضای باشگاه ریاضی دبیرستان ایست پیوریا

کریگ در ۲۳ اوت ۱۹۴۹ در پیوریا، ایلینوی، در خانواده مالوری و دوریس کریگ به‌دنیا آمد. زمانی که کریگ دانش‌آموز (۱۹۶۳–۱۹۶۷) بود، در بحث و مناظره‌ها شرکت کرده و قهرمانی ایالتی را در خطابه به‌دست‌آورد. در سپتامبر ۱۹۶۵، مسیحی شد، و پس از فارغ‌التحصیلی از دبیرستان، در کالج ویتون (ایلینوی) در رشته ارتباطات تحصیل کرد. کریگ در سال ۱۹۷۱ فارغ‌التحصیل شد و سال بعد با همسرش یان ازدواج کرد. آن‌ها دو فرزند دارند و در حومه آتلانتا، جورجیا زندگی می‌کنند.
در سال ۱۹۷۳ کریگ وارد برنامه فلسفه دین در مدرسه الهیات انجیلی ترینیتی در شمال شیکاگو شد و در آن‌جا زیر نظر نورمن گیسلر تحصیل کرد. در سال ۱۹۷۵ تحصیلات دکترا را در رشته فلسفه در دانشگاه بیرمنگام انگلستان انجام داد و در سال ۱۹۷۷ به او درجه دکترا اعطا شد. اولین کتاب او، برهان کیهان‌شناختی کلام (۱۹۷۹)، دفاع از استدلالی بود که او برای اولین بار در کار هکت با آن مواجه شد. کریگ در سال ۱۹۷۸ از بنیاد الکساندر فون هومبولت کمک‌هزینه تحصیلی فوق‌دکترا دریافت کرد تا تحقیقاتی را در مورد تاریخی بودن رستاخیز مسیح زیر نظر ولفهارت پاننبرگ در دانشگاه لودویگ ماکسیمیلیان مونیخ آلمان دنبال کند. تحصیلات او در مونیخ زیر نظر پاننبرگ منجر به دریافت دکترای دوم شد، دکترای دوم در الهیات بود، که در سال ۱۹۸۴ با انتشار پایان‌نامه دکترای خود، استدلال تاریخی برای رستاخیز مسیح در جریان مناقشه دئیست (۱۹۸۵) اعطا شد.

## حرفه
کریگ در سال ۱۹۸۰ به هیئت علمی مدرسه الهیات ترینیتی پیوست و تا سال ۱۹۸۶ در آن‌جا به تدریس فلسفه دین پرداخت.
در سال ۱۹۸۷، پس از یک سال تحصیل در کالج وست‌مونت در حومه سانتا باربارا، به همراه همسر و دو فرزند خردسالش به اروپا بازگشت، و تا سال ۱۹۹۴ به‌عنوان یک محقق مدعو در دانشگاه کاتولیک لون (لوون) در بلژیک مشغول به کار شد. در آن زمان، کریگ به‌عنوان استاد پژوهش فلسفه به دپارتمان فلسفه و اخلاق در مدرسه الهیات تالبوت در حومه لس‌آنجلس پیوست، سمتی که در حال حاضر نیز در اختیار دارد، و پس از آن در سال ۲۰۱۴، به‌عنوان استاد پژوهشی در فلسفه در دانشگاه مسیحی هیوستون مشغول به کار شد. در سال ۲۰۱۷، دانشگاه بایولا به افتخار مشارکت‌های آکادمیک کریگ، یک پست دائمی هیئت علمی به او اعطا کرد.
کریگ از سال ۱۹۹۹ تا ۲۰۰۶ به‌عنوان رئیس انجمن فلسفه زمان خدمت کرد او به احیای انجمن فلسفی انجیلی کمک کرد و از سال ۱۹۹۶ تا ۲۰۰۵ به‌عنوان رئیس آن خدمت کرد در اواسط دهه ۲۰۰۰، وزارت مدافعان استدلالی مسیحی آنلاین (ReasonableFaith.org) را تأسیس کرد.
کریگ بیش از چهل کتاب و بیش از دویست مقاله منتشرشده در مجلات حرفه‌ای فلسفه و الهیات را تألیف یا ویرایش کرده‌است، از جمله:
- مجله فلسفه (The Journal of Philosophy),[۴۰]
- مجله بریتانیایی فلسفه علم (British Journal for the Philosophy of Science),[۴۱]
- پژوهش فلسفه و پدیدارشناسی (Philosophy and Phenomenological Research),[۴۲][۴۳]
- مطالعات فلسفی (Philosophical Studies),[۴۴]
- مجله استرالیایی فلسفه (Australasian Journal of Philosophy),[۴۵][۴۶][۴۷][۴۸]
- ایمان و فلسفه (Faith and Philosophy),[۴۹]
- ارکنتنیس (Erkenntnis),[۵۰][۵۱]
- فصل‌نامه فلسفی آمریکا (American Philosophical Quarterly).[۵۲]

## دیدگاه‌های فلسفی و کلامی

### برهان کیهان‌شناختی کلام

تصویری از پس‌رفت بی‌نهایت

کریگ در دفاع از روایتی از به‌نام برهان کیهان‌شناختی کلام مطالبی نوشته و سخن گفته‌است. درحالی‌که کلام از فلسفه اسلامی قرون وسطی سرچشمه می‌گیرد، کریگ در دفاع از برهان علیت ایده‌های علمی و فلسفی جذابی به آن اضافه کرد. کار کریگ منجر به علاقه به برهان و به‌طور کلی به بحث‌های کیهان‌شناختی در دوران معاصر شده‌است.
کریگ روایت خود از این استدلال را این‌گونه بیان می‌کند:
1. هر چیزی که شروع به وجود می‌کند علتی برای وجود خود دارد.
2. جهان شروع به وجود کرد.
3. بنابراین، جهان علت وجودی خود را دارد.[۵۹][۵۸]

دفاع کریگ از برهان عمدتاً بر فرض دوم تمرکز دارد، که او چندین استدلال برای آن ارائه می‌کند. برای مثال، به مثال هیلبرت در مورد «یک هتل بی‌نهایت» متوسل می‌شود تا استدلال کند که در واقع بی‌نهایت‌های بالفعل غیرممکن هستند، و بنابراین گذشته متناهی است و آغازی دارد. کریگ در استدلالی دیگر می‌گوید که سلسله رویدادها در زمان با فرآیندی شکل می‌گیرند که در آن هر لحظه پشت سر هم به تاریخ اضافه می‌شود. به گفته کریگ، این فرایند هرگز نمی‌تواند مجموعه‌ای واقعاً نامتناهی از رویدادها ایجاد کند، اما در بهترین حالت ممکن است مجموعه‌ای بالقوه نامحدود باشد. او بر این اساس استدلال می‌کند که گذشته متناهی است و آغازی دارد.
کریگ همچنین از نظریه‌های فیزیکی مختلف برای حمایت از فرض دوم استدلال استفاده می‌کند، مانند مدل استاندارد مه‌بنگ از منشأ کیهانی و مفاهیم خاصی از قانون دوم ترمودینامیک.
برهان کلام به این نتیجه می‌رسد که جهان علتی داشته‌است، اما کریگ استدلال می‌کند که علت باید یک شخص باشد. اول، استدلال می‌کند که بهترین راه برای توضیح منشأ یک اثر زمانی با آغازی از یک علت ازلی موجود این است که آن علت یک عامل شخصی باشد که دارای اراده آزاد است. دوم، تنها نماینده موجودی بی‌زمان، بی‌مکان و غیرمادی، اشیاء انتزاعی مانند اعداد یا ذهن‌های بی‌جسم هستند. اما اشیاء انتزاعی به‌طور علّی مؤثرند. سوم، کریگ از تفکیک سوئینبرن از تبیین علّی استفاده می‌کند. تبیین علّی را می‌توان بر حسب شرایط اولیه و قوانین طبیعت یا بر حسب فاعل شخصی و اختیارات آن ارائه کرد. اما اولین حالت فیزیکی جهان را نمی‌توان بر اساس شرایط اولیه و قوانین طبیعی توضیح داد.
استدلال‌های کریگ برای حمایت از استدلال کلام توسط مفسران مختلفی مورد بحث و بررسی قرار گرفته‌است، از جمله آدولف گرونباوم، کوئنتین اسمیت، وس موریستون، گراهام آپی، اندرو لوک، رابرت سی کونز، و الکساندر پروس. بسیاری از این مقالات در مجموعه دو جلدی «برهان کیهان‌شناختی کلام» (۲۰۱۷)، جلد ۱ که برهان‌های فلسفی برای پایان‌پذیری گذشته و جلد ۲ شواهد علمی برای آغاز جهان را پوشش می‌دهد، موجود است.

### دانای کل الهی

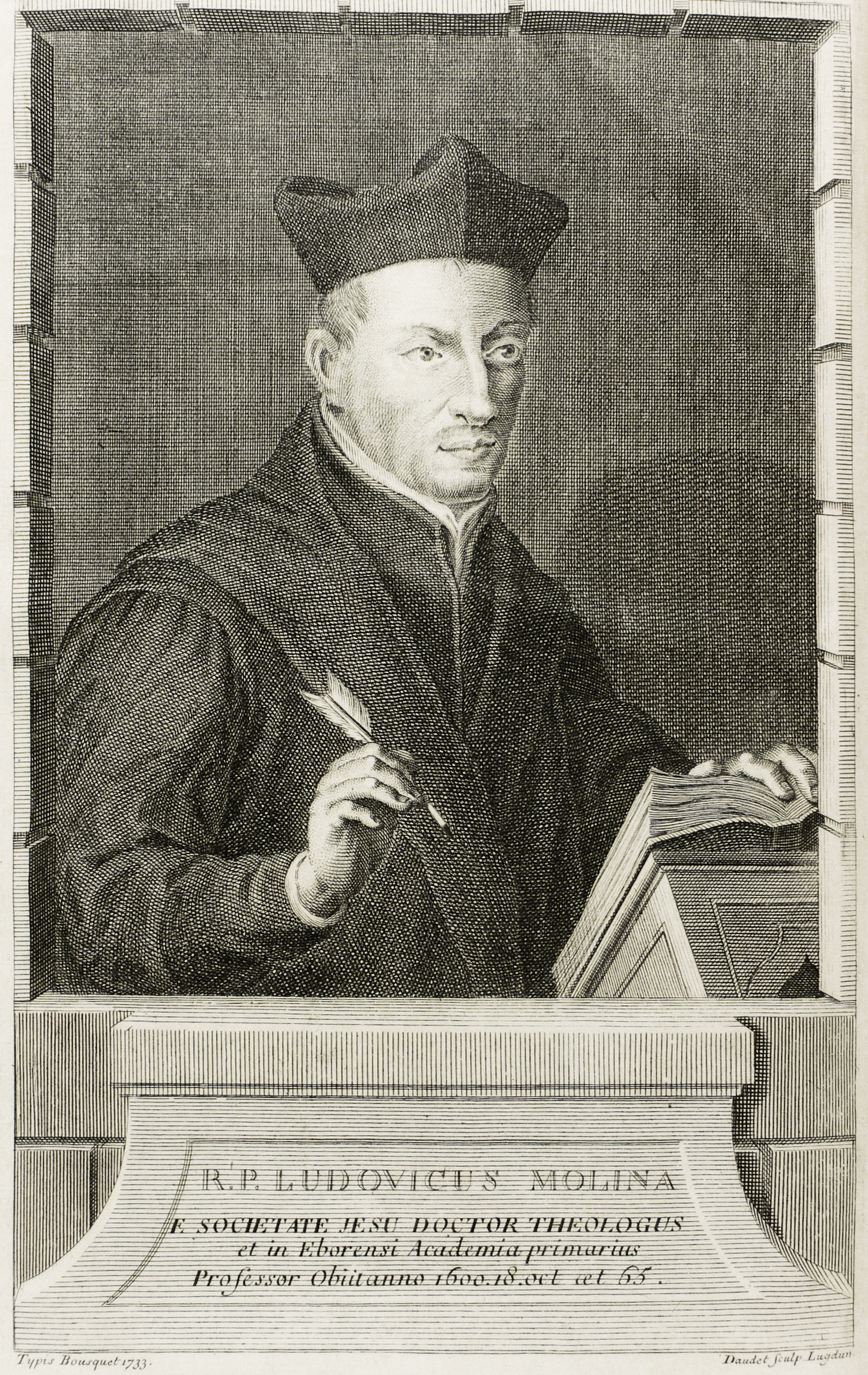
لوئیس دو مولینا، هم‌نام مولینیسم

کریگ طرف‌دار مولینیسم است؛ ایده‌ای که اولین بار توسط الاهی‌دان یسوعی، لوئیس دو مولینا، فرموله شد و بر اساس آن، خداوند دارای آگاهی پیش از آگاهی است که هر فرد در هر شرایط ممکن چه اعمال آزادانه‌ای انجام می‌دهد، نوعی دانش که گاهی اوقات به آن «دانش میانه» می‌گویند. پروتستان-مولینیسم، مانند کریگ، ابتدا از طریق دو متفکر ضدکالوینیست وارد الهیات پروتستان شد: جیکوب آرمینیوس و کنراد وورستیوس. مولینیست‌هایی مانند کریگ به این ایده متوسل می‌شوند تا تعارض درک‌شده بین مشیت خدا و آگاهی از قبل را با اراده آزاد انسان آشتی دهند. ایده این است که با تکیه بر دانش میانه، خداوند در اراده آزاد کسی دخالت نمی‌کند، در عوض تصمیم می‌گیرد با توجه به درک کاملی از این‌که مردم چگونه آزادانه در پاسخ به آن عمل کنند، کدام شرایط را به فعلیت برساند. کریگ همچنین در بحث‌های خود در مورد الهام از کتاب مقدس، انحصارگرایی مسیحی، استقامت مقدسین، و بشارت تبلیغی به مولینیسم متوسل می‌شود.

### رستاخیز مسیح
کریگ دو جلد کتاب نوشته‌است که در مورد تاریخی بودن رستاخیز مسیح استدلال می‌کند، استدلال تاریخی برای رستاخیز مسیح (۱۹۸۵) و ارزیابی شواهد عهد جدید برای تاریخی بودن رستاخیز مسیح (ویرایش سوم. ۲۰۰۲). در جلد قبلی، کریگ تاریخچه بحث را شرح می‌دهد، از جمله استدلال‌های دیوید هیوم علیه شناسایی معجزات. جلد اخیر مطالعه‌ای تفسیری از مطالب عهد جدید مربوط به رستاخیز است.
کریگ استدلال‌های خود را برای تاریخی بودن رستاخیز در ۳ عنوان ساختار می‌دهد:
1. مقبره عیسی در روز یکشنبه پس از مصلوب شدن توسط گروهی از پیروان زن او خالی یافت شد. [۸۸]
2. افراد و گروه‌های مختلف ظاهر شدن عیسی را پس از مرگش به‌صورت زنده تجربه کردند.
3. اولین شاگردان به این باور رسیدند که خدا عیسی را علیرغم تمایلات قوی بر خلاف آن، از مردگان زنده کرده‌است.

کریگ استدلال می‌کند که بهترین توضیح برای این سه رویداد، رستاخیز تحت‌اللفظی است. او یک چارچوب ارزیابی را که توسط فیلسوف تاریخ سی. بهان مک کولاگ توسعه یافته‌است، برای بررسی تبیین‌های نظری مختلف ارائه‌شده برای این رویدادها به‌کار می‌گیرد. از این چارچوب، او نظریه‌های جایگزین مانند فرضیه توهم گرد لودمان، فرضیه توطئه، و فرضیه مرگ ظاهری هاینریش پاولوس یا فردریش شلایرماخر را به‌دلیل نداشتن دامنه توضیحی، قدرت توضیحی، و باورپذیری تاریخی کافی رد می‌کند. در سال ۱۹۹۶ کریگ در «اجلاس رستاخیز» شرکت کرد، جلسه‌ای که در مدرسه علمیه سنت‌جوزف در نیویورک، به‌منظور بحث در مورد رستاخیز مسیح برگزار شد. مقالاتی از این اجلاس بعداً در کتاب رستاخیز؛ یک سمپوزیوم بین‌رشته‌ای در مورد رستاخیز مسیح (ویرایش‌شده توسط ST Davis, D. Kendall و G. O'Callins.) گردآوری و منتشر شد.

### فلسفه زمان
کریگ از نسخه حال‌گرایانه «نظریه A زمان» دفاع می‌کند. بر اساس این نظریه، حال وجود دارد، اما گذشته و آینده وجود ندارد. علاوه بر این، او معتقد است که حقایق پرتنشی وجود دارد، از جمله این‌که اکنون وقت ناهار است، که نمی‌توان آن‌ها را به واقعیت‌های بی‌تنشی تقلیل داد یا با واقعیت‌های بی‌تنشی از شکلی که ظهر روز ۱۰ فوریه ۲۰۲۰ وقت ناهار است، شناسایی کرد. بر اساس این نظریه، حضور یک جنبه واقعی از زمان است و نه صرفاً فرافکنی فکر و صحبت ما دربارهٔ زمان. او دفاع‌های متعددی از این نظریه مطرح می‌کند که دو مورد از آن‌ها قابل توجه است. نخست، او استدلال جی‌ام‌ای مک‌تاگارت مبنی بر نامنسجم بودن نظریه A را مورد انتقاد قرار می‌دهد، و پیشنهاد می‌کند که استدلال مک‌تاگارت با پیش‌فرض پنهانی «نظریه B زمان»، این سؤال را مطرح می‌کند. دوم، او از نظریه A در برابر چالش‌های تجربی ناشی از تفسیر استاندارد نظریه نسبیت خاص انیشتین دفاع می‌کند. او به این چالش با حمایت از تفسیر نئولورنتسی از نظریه نسبیت پاسخ می‌دهد که از نظر تجربی معادل تفسیر استاندارد است و با نظریه A و با هم‌زمانی مطلق سازگار است. کریگ تفسیر استاندارد نظریه نسبیت را به این دلیل مورد انتقاد قرار می‌دهد که بر اساس معرفت‌شناسی پوزیتیویستی بی‌اعتبار است. علاوه بر این، او ادعا می‌کند که فرض پوزیتیویسم، توسل مخالفان نظریه A به نظریه نسبیت را بی‌اعتبار می‌کند.

### ابدیت الهی
کریگ استدلال می‌کند که خدا در حالتی بی‌زمان و به‌طور علّی قبل از خلقت وجود داشته‌است، به‌دلیل دانشش از حقایق متشنج و تعاملش با رویدادها، در حالتی موقتی که با خلقت آغاز شده، وجود داشته‌است. او در تأیید این نظر دو دلیل می‌آورد. نخست، می‌گوید که با توجه به دیدگاه تنش‌آمیز او نسبت به زمان، پس از ایجاد یک جهان زمانی، خدا نمی‌تواند بی‌زمان باشد، زیرا پس از آن زمان، از طریق تعاملات خود و از طریق ایجاد حوادث در زمان با زمان مرتبط است. دوم، می‌گوید که به‌عنوان یکی از ویژگی‌های دانای مطلق، خداوند باید حقیقت مربوط به حقایق متشنج دربارهٔ جهان را بداند، از جمله این‌که آیا گزاره «امروز ۱۵ ژانویه است» درست است یا نه یا در حال حاضر چه اتفاقی در حال رخ دادن است.

### آسایش الهی
کریگ در مورد چالش ناشی از افلاطون‌گرایی در برابر واجب‌الوجود یا وجود خود منتشر کرده‌است. او هم این دیدگاه را رد می‌کند که خدا اشیاء انتزاعی را خلق می‌کند و هم این‌که آن‌ها مستقل از خدا وجود دارند. در عوض، او از دیدگاه نام‌گرایانه دفاع می‌کند، که اشیاء انتزاعی از نظر هستی‌شناختی ابژه‌های واقعی نیستند. کریگ با بیان این‌که برهان ضروری بودن کواین-پاتنام پشتوانه اصلی افلاطونیسم است، او معیار نئوکوئینی تعهد هستی‌شناختی را مورد انتقاد قرار می‌دهد که بر اساس آن کمیت‌کننده وجودی منطق مرتبه اول و اصطلاحات مفرد ابزارهای تعهد هستی‌شناختی هستند.
کریگ از تفسیری خنثی از کمی‌کننده‌های منطق مرتبه اول طرف‌داری می‌کند، به‌طوری که یک گزاره می‌تواند درست باشد، حتی اگر شیئی وجود نداشته باشد که روی آن کمیت ایجاد کند. علاوه بر این، او از یک نظریه مرجع کاهش تورم مبتنی بر عمدی بودن عوامل دفاع می‌کند، به‌طوری که یک فرد می‌تواند با موفقیت به چیزی حتی در غیاب چیزهای اضافی اشاره کند. کریگ این جمله را مثال می‌زند که «قیمت بلیط ده دلار است» و استدلال می‌کند که هم‌چنان می‌تواند یک بیانیه واقعی باشد حتی اگر یک شیء واقعی به نام «قیمت» وجود نداشته باشد. او این ارجاعات را به‌عنوان یک کنش گفتاری تعریف می‌کند تا یک رابطه کلمه-جهان، به‌طوری که ممکن است اصطلاحات مفرد در جملات واقعی بدون تعهد به اشیاء متناظر در جهان استفاده شوند. کریگ به‌علاوه استدلال کرده‌است که حتی اگر کسی بپذیرد که این ارجاع‌ها به‌عنوان رابطه کلمه-جهان مورد استفاده قرار می‌گرفتند، داستان‌گرایی توضیحی مناسب برای استفاده از آن‌هاست. به‌ویژه نظریه تظاهر، که بر اساس آن گزاره‌های مربوط به اشیاء انتزاعی، بیان‌هایی هستند که تصور می‌شوند درست هستند، حتی اگر به‌معنای واقعی کلمه نادرست باشند.

### کفاره
کریگ در آماده‌سازی برای نوشتن یک کتاب در الهیات فلسفی، مطالعه آموزه کفاره را انجام داد که منجر به دو کتاب، کفاره (۲۰۱۹) و کفاره و مرگ مسیح (۲۰۲۰) شد.

### آدم تاریخی
کریگ به عنوان یک مطالعه مقدماتی برای الهیات فلسفی خود، تعهد کتاب مقدس و اعتبار علمی یک جفت انسانی اصیل را که اجداد جهانی بشر بودند بررسی کرد. به پیروی از آشورشناس تورکیلد یاکوبسن، بر اساس شباهت‌های خانوادگی مختلف استدلال می‌کند که پیدایش ۱ تا ۱۱ به ژانر اسطوره-تاریخ تعلق دارد که هدف آن بازگویی اشخاص و رویدادهای تاریخی به زبان مجازی و خیالی اسطوره است. اخیراً کریگ شروع به نوشتن یک کتاب در الهیات فلسفی چند جلدی کرده‌است.

### دیدگاه‌های دیگر
کریگ منتقد طبیعت‌گرایی متافیزیکی، خداناباوری نو، و الهیات رفاه، و همچنین از مدافعان معرفت‌شناسی اصلاح‌شده است. او همچنین بیان می‌کند که یک مسیحی مؤمن نباید دست به اعمال همجنس‌گرایانه بزند. او معتقد است که نظریه تکامل با مسیحیت سازگار است. او عضو مرکز علم و فرهنگ مؤسسه دیسکاوری و عضو انجمن بین‌المللی پیچیدگی، اطلاعات و طراحی بود. کریگ در مناظره‌اش با پل هلم توضیح می‌دهد که خود را «آرمینیوسی»، به‌معنای واقعی می‌نامد. در جای دیگر، او خود را یک وسلی یا وسلی-آرمینیوسیی معرفی کرده‌است.
کریگ به‌عنوان یک نظریه‌پرداز فرمان الهی غیرارادت‌گرا، معتقد است که همان‌طور که در سفر تثنیه نشان داده شده‌است، خداوند این حق اخلاقی را داشت که اگر کنعانی‌ها حاضر به ترک سرزمین خود نشدند، فرمان کشتن آن‌ها را بگرداند (نبرد اریحا). همان‌طور که در نقد وس موریستون دیده می‌شود، این امر به بحث‌هایی نیز منجر شده‌است. کریگ همچنین یک مسیح‌شناسی نو-آپولیناری را پیشنهاد کرده‌است که در آن لوگوس الهی به‌جای روح انسانی مسیح می‌ایستد و ماهیت انسانی او را کامل می‌کند.

## بازخورد
به گفته ناتان اشنایدر، «[بسیاری] از فیلسوفان حرفه‌ای فقط به‌طوری مبهم دربارهٔ کریگ می‌دانند، اما در زمینه فلسفه دین، کتاب‌ها و مقالات [کریگ] پر استنادها هستند». فیلسوف هم‌کار کوئنتین اسمیت می‌نویسد که «ویلیام لین کریگ یکی از فیلسوفان برجسته دین و یکی از فیلسوفان برجسته زمان است.»
در سال ۲۰۲۱، وب‌سایت Academic Influence، کریگ را به‌عنوان نوزدهمین فیلسوف تأثیرگذار جهان طی سه دهه گذشته (۱۹۹۰–۲۰۲۰) و چهارمین فیلسوف تأثیرگذار الهیات جهان در مدت مشابه رتبه‌بندی کرد.
در سال ۲۰۰۹، خداناباور نو کریستوفر هیچنز قبل از مناظره خود با کریگ در همان سال مصاحبه‌ای داشت. در طول آن مصاحبه، هیچنز گفت: «می‌توانم به شما بگویم که برادران و خواهرانم و هم‌فکرانم در جامعه بی‌ایمان، او [کریگ] را بسیار جدی می‌گیرند. او [کریگ] را مردی بسیار سرسخت می‌دانند. بسیار سخت‌گیر، بسیار دانشمند. خیلی وحشتناک است. و من… این را بدون اغراق می‌گویم. این را نمی‌گویم چون این‌جا هستم. معمولاً نمی‌توانم به مردم بگویم:» امشب موفق باشید» و «ما را ناامید نکن». اما با او [کریگ] این کار را می‌کنم.»
در سال ۲۰۱۱، با احترام و تمجید در مناظره‌ای، سم هریس یک بار کریگ را به‌عنوان «یکی از مؤمنان مسیحی که به‌نظر می‌رسد ترس از خدا را در بسیاری از هم‌وطنان بی‌خدا قرار داده‌است» توصیف کرد.
در سال ۲۰۱۶، در The Best Schools، ویلیام لین کریگ را در میان ۵۰ فیلسوف تأثیرگذار زنده قرار گرفت.

## آثار برگزیده
- کریگ, ویلیام لین (1979), برهان کیهان‌شناختی کلام, لندن: انتشارات مک‌میلان, ISBN 978-1-57910-438-2.
- کریگ, ویلیام لین (1980), برهان کیهان‌شناختی از افلاطون تا لایب‌نیتس, لندن: انتشارات مک‌میلان, ISBN 978-1-57910-787-1.
- کریگ, ویلیام لین (1981), پسر برمی‌خیزد: شواهد تاریخی برای رستاخیز مسیح, شیکاگو: Moody Press, ISBN 978-1-57910-464-1.
- «تسلیم: مقدمه». شیکاگو: مودی پرس. 1984.شابک ‎۰-۸۰۲۴-۰۴۰۵-۷
- «ایمان معقول». ویتون: Good News Publishers. 1984 (ویرایش ۱)، ۱۹۹۴ (ویرایش دوم)، ۲۰۰۸ (ویرایش 3).شابک ‎۰−۸۹۱۰۷−۷۶۴−۲ / شابک ‎۹۷۸-۰-۸۹۱۰۷-۷۶۴-۰
- «برهان تاریخی برای رستاخیز مسیح در جریان مناقشه دئیست». لویستون، نیویورک: انتشارات ادوین ملن چاپ. 1985.شابک ‎۰-۸۸۹۴۶-۸۱۱-۷
- «یگانه خدای حکیم: سازگاری علم پیشین الهی و آزادی انسان». کتابخانه گرند راپیدز: بیکر. 1987.ISBN 1-57910-316-2
- «مسئله پیش‌آگاهی الهی و احتمالات آینده از ارسطو تا سوارز». لیدن: ای.جی. بریل 1988.شابک ‎۹۰−۰۴−۰۸۵۱۶−۵ / شابک ‎۹۷۸-۹۰-۰۴-۰۸۵۱۶-۹
- «علم به حقیقت معاد». آن آربر: Servant. 1988.ISBN 0-89283-384-X
- کریگ, ویلیام لین (1989), ارزیابی شواهد عهد جدید برای تاریخی بودن رستاخیز مسیح, مطالعات کتاب مقدس و مسیحیت اولیه, vol. 16, لویستون، نیویورک: انتشارات ادوین ملن, ISBN 978-0-88946-616-6
- «آگاهی الهی و آزادی انسان: انسجام خداباوری I: دانایی مطلق». لیدن: ای.جی. بریل. 1990.ISBN 90-04-09250-1
- «بدون پاسخ آسان: یافتن امید در شک، شکست و دعای بی پاسخ». شیکاگو: مودی پرس. 1990.ISBN 0-8024-2283-7
- کریگ, ویلیام لین (1991). پیش‌آگاهی الهی و آزادی انسان: انسجام خداباوری: علم همه‌جانبه. انتشارات بریل. ISBN 978-90-04-09250-1.
- ——— (1991), پیش‌آگاهی الهی و آزادی انسان: انسجام خداباوری: علم همه‌جانبه, Brill, ISBN 978-90-04-09250-1.
- «خداباوری، بی‌خدایی، و کیهان‌شناسی مه‌بزرگ» (با کوئنتین اسمیت). آکسفورد: کلرندون چاپ. 1993.شابک ‎۹۷۸-۰-۱۹-۸۲۶۳۸۳-۸
- «نظریه تنش‌دار زمان: یک بررسی انتقادی». دوردرخت: ناشران آکادمیک Kluwer.شابک ‎۰−۷۹۲۳−۶۶۳۴−۴ / شابک ‎۹۷۸−۰−۷۹۲۳−۶۶۳۴−۸
- «آیا مسیح واقعی خشنود برمی‌خیزد؟ مناظره‌ای بین ویلیام لین کریگ و جان دومینیک کراسان». کتابخانه گرند راپیدز: بیکر. ۱۹۹۸.
- «خدایا، آن‌جا هستی؟». آتلانتا: RZIM. 1999.ISBN 1-930107-00-5
- کریگ, ویلیام لین; لودمان, گرد (2000).  کوپان, پل; تاچلی, رونالد کیت (eds.). رستاخیز مسیح: واقعیت یا تصور؟ مناظره‌ای بین ویلیام لین کریگ و گرد لودمان. InterVarsity Press. ISBN 978-0-8308-1569-2.
- ——— (2000). نظریه متشنج زمان: بررسی انتقادی. انتشارات اسپرینگر. ISBN 978-0-7923-6634-8.
- ——— (2000), نظریه بی‌زمان زمان: یک بررسی انتقادی, دوردرخت: کلوور, ISBN 978-0-7923-6635-5.
- «خدا، زمان و ابدیت». دوردرخت: ناشران آکادمیک Kluwer. 2001.شابک ‎۹۷۸−۱−۵۸۱۳۴−۲۴۱−۳ / شابک ‎۹۷۸−۱−۵۸۱۳۴−۲۴۱−۳
- «زمان و متافیزیک نسبیت». دوردرخت: ناشران آکادمیک Kluwer. 2001.شابک ‎۰−۷۹۲۳−۶۶۶۸−۹
- «زمان و ابدیت: بررسی رابطه خدا با زمان». ویتون: Crossway. 2001.شابک ‎۹۷۸−۱−۵۸۱۳۴−۲۴۱−۳ / شابک ‎۹۷۸−۱−۵۸۱۳۴−۲۴۱−۳
- «خدا چه می‌داند؟» آتلانتا: RZIM. 2002.شابک ‎۹۷۸−۱−۹۳۰۱۰۷−۰۵−۲
- «سوالات سخت، پاسخ‌های واقعی». ویتون: کتاب‌های کراس‌وی. 2003.شابک ‎۹۷۸−۱−۵۸۱۳۴−۴۸۷−۵ / شابک ‎۹۷۸-۱-۵۸۱۳۴-۴۸۷-۵
- «مبانی فلسفی برای یک جهان‌بینی مسیحی» (با جی.پی. مورلند). داونرز گرو: InterVarsity Press. 2003.
- کریگ, ویلیام لین; فلو, آنتونی; والاس, استان دبلیو. (2003), آیا خدا وجود دارد؟: بحث کریگ فلو, اشگیت, ISBN 978-0-7546-3190-3.
- ———; سینوت-آرمسترانگ, والتی (2004). خدا؟: بحثی بین یک مسیحی و یک خداناباور. انتشارات دانشگاه آکسفورد. ISBN 978-0-19-516599-9.
- ———; کوپان, پل (2004). خلقت از هیچ: یک کاوش کتاب مقدسی، فلسفی و علمی. انتشارات گرند رپیدز: کتاب‌خانه بیکر. ISBN 0-8010-2733-0.
- ——— (2008).  اسمیت, کوئنتین (ed.). انیشتین، نسبیت و هم‌زمانی مطلق. لندن؛ نیویورک: راتلج. ISBN 978-0-415-59166-9.
- ——— (July 3, 2008). "خدا هنوز نمرده‌است: چگونه فیلسوفان فعلی برای وجود او استدلال می‌کنند". روزنامه مسیحیت امروز. Retrieved 30 April 2014.
- «در حالت دفاعی: دفاع از ایمان خود با عقل و دقت». کلرادو اسپرینگز: دیوید سی کوک. 2010.شابک ‎۱−۴۳۴۷−۶۴۸۸−۵ / شابک ‎۹۷۸-۱-۴۳۴۷-۶۴۸۸-۱
- «پاسخ معقول: پاسخ به سؤالات سخت در مورد خدا، مسیحیت و کتاب مقدس» (با جوزف ای. گورا). شیکاگو: مودی پابلیشرز. 2014.شابک ‎۰۸۰۲۴۰۵۹۹۱ / شابک ‎۹۷۸–۰۸۰۲۴۰۵۹۹۹
- «منطق یادگیری». 2014.شابک ‎۱۵۰۲۷۱۳۷۶۴ / شابک ‎۹۷۸–۱۵۰۲۷۱۳۷۶۶
- «نگهبانی برای دانشجویان: راهنمای متفکران برای ایمان مسیحی». کلرادو اسپرینگز: دیوید سی کوک. 2015.شابک ‎۰۷۸۱۴۱۲۹۹۴ / شابک ‎۹۷۸–۰۷۸۱۴۱۲۹۹۵
- ——— (2016). خدا بر همه: آسایش الهی و چالش افلاطونیسم. نیویورک: انتشارات دانشگاه آکسفورد. ISBN 978-0-19-878688-7.
- ——— (2017). خدا و اشیاء انتزاعی: انسجام خداباوری جلد سوم: آسئیتی. برلین: اسپرینگر. ISBN 978-3-319-55383-2.
- ——— (2020). کفاره و مرگ مسیح: یک کاوش تفسیری، تاریخی و فلسفی. واکو، تگزاس: انتشارات دانشگاه بیلور. ISBN 978-1-4813-1204-2.
- ——— (2021). در جستجوی آدم تاریخی: یک کاوش کتاب مقدس و علمی. گرند راپیدز: Eerdmans. ISBN 978-0-8028-7911-0.

## یادداشت
1. ↑  روایت خود کریگ از برهان کیهان‌شناختی کلام مختصر است: ۱. «هر چیزی که شروع به وجود می‌کند علتی برای وجود خود دارد». ۲. «جهان شروع به وجود کرد»، یعنی پس‌رفت زمانی رویدادها متناهی است. ۳. «بنابراین جهان علتی برای وجود خود دارد» کریگ به پیروی از غزالی استدلال می‌کند که این علت باید یک اراده شخصی باشد. هیچ چیز جز انتخاب خودسرانه یک عامل آزاد نمی‌تواند توضیح دهد که چرا جهان در یک زمان به‌جای دیگری خلق شده‌است، یا (اگر زمان با اولین رویداد به وجود می‌آید) چرا اولین رویداد پیشینی نداشته‌است.[۵۳]
2. ↑  وقتی کریگ می‌گوید که خدا «قبل از» خلق زمان بی‌زمان است، تصور مربوط به اولویت قرار نیست زمانی باشد، زیرا زمانی قبل از لحظه اول زمان وجود ندارد. در عوض، سخن کریگ به این معناست که خدا به معنایی غیرزمانی مقدم بر زمان است که تعیین آن دشوار است، و شامل این ایده است که خدا علت جهان است. چندین فیلسوف استدلال کرده‌اند که مفهوم کریگ از اولویت غیرزمانی روشن نیست. در پاسخ.[۱۰۲]